# الرحمة يا ناس (فلم)
الرحمة يا ناس فيلم دراما مصري للمخرج كمال صلاح الدين عام 1981، عن قصة وسيناريو وحوار المؤلف سيد موسى. الفيلم من بطولة سهير رمزي، مصطفى فهمي، منى جبر، سيف عبدالرحمن، وعمر الحريري  وتدور الأحداث حول أربعة زملاء جامعيين تنجح علاقة أثنين منهم وتتطور علاقة الآخرين إلى مأساة.
صدر الفيلم إلى دور العرض المصرية في 23 مارس 1981.
منح موقع قاعدة بيانات الأفلام العربية «السينما.كوم» الفيلم درجة 5.1/ 10.

## القصة
يدرس الطلبة الأربعة: ليلى (سهير رمزي) وعصام (مصطفى فهمي) وفاطمة (منى جبر) ومصطفى (سيف عبد الرحمن) بكلية التجارة، ويتفق مصطفى وفاطمة على الزواج عند التخرج. يبدأ الاثنين جمع مايمكنهم لبناء عِش الزوجية حيث أن والد فاطمة (حافظ أمين) لا يستطيع المساهمة، بينما تتفق ليلى وابن خالتها عصام على الزواج عقب التخرج وذلك بعد قصة حب، ولكن عصام يتراجع، ويطلب من ليلى إنتظاره خمس سنوات، حتى يتم بعثته التعليمية في باريس. تغضب خالته (نعيمة الصغير) وتعتقد أنه يماطل لعله يعثر على زوجة أفضل. يسافر عصام، وتلتحق ليلى بالشركة الوطنية، مع فاطمة ومصطفى بعد زواجهم. تتعرف ليلى، من خلال عملها بالحسابات، على حمدي همام (عمر الحريري) صاحب أحد الشركات، وهو رجل أعزب يقترب من عامه الستين، ويعجب بليلى وترى فيه المال والجاه وتخفيف الأحلام بسرعة. تقبل ليلى دعوة حمدي للغذاء، وترفض ما يقدمه لها  من هدايا ثمينة، وتخبره أن سمعتها تتعرض للقيل والقال بسبب خروجها معه في أماكن عامة. يطلب حمدي الزواج من ليلى لتنتقل إلى فيلا كبيرة وملابس وسهرات ولكن حمدي لا يستطع ان يجاريها في لهوها ورقصها، كما أصبحت تعاني من ضعفه الجنسي، رغم محاولاته للعلاج وتعاطى المقويات. تشعر ليلى بالثمن الفادح الذي دفعته، وتطلب الطلاق، ولكن حمدى يرفض ويحاول تعويضها بمزيد من هدايا وسيارة جديدة، كما أنه كتب الفيلا بإسمها وأشركها في نصف مصنعه. ترضى ليلى بالوضع الجديد. يعود عصام من الخارج، بعد سنوات، ليجد حبيبته متزوجة ويقرر الإنتقام منها، بينما تنهار ليلى أمام حبها لعصام، وتحاول إعادة العلاقة، وتصبح عشيقته. يكتشف مصطفى العلاقة الآثمة، بين ليلى وعصام، ويقطع هو وزوجته فاطمة علاقتهم بليلى، بينما يظل على صداقته بعصام. تعرض ليلى على عصام فكرة الطلاق من حمدي والزاوج به فيرفض عرضها. يكتشف حمدي علاقة زوجته لعصام ويقرر التخلص منها، ولكن صديقه عثمان (صلاح نظمي) ينصحه بالتريث، والتحكم في أعصابه حتى يسترد أملاكه منها. يحصل حمدي على توكيل عام من ليلى ويطلقها غيابياً لتعود صفر اليدين كما بدأت.

## الممثلون
- سهير رمزي: في دور ليلى
- مصطفى فهمي: في دور عصام
- منى جبر: في دور فاطمة
- سيف عبد الرحمن: في دور مصطفى
- عمر الحريري: في دور حمدي همام
- حسين الشربيني: في دور فاضل
- نعيمة الصغير: في دور أم ليلى
- صلاح نظمي: في دور عثمان
- علية عبد المنعم: في دور والدة فاطمة
- حافظ أمين: في دور حافظ (والد فاطمة)
- عنبر: في دور عزة[10]
- رشاد عثمان: في دور مدير الشركة الوطنية
- محمد الأدنداني: في دور عبده[11]
- محمود الحفناوي: في دور مدير مكتب مختار
- نبيلة السيد
- سيد إبراهيم
- سامية سامي
- فريد عبد المنعم[12]
- مصطفى الشامي
- أمير كدواني[13]
- إلهام إبراهيم[14]
- نجوى سلطان (الراقصة)[15][16]

## روابط خارجية
- مقالات تستعمل روابط فنية بلا صلة مع ويكي بيانات